# Fiebre hemorrágica brasileña
La Fiebre hemorrágica brasileña (FHB) es una enfermedad vírica ocasionada por el virus Sabiá, un miembro del género Arenavirus, de la familia Arenaviridae. Es una fiebre hemorrágica viral fatal que cursa con ictericia y hemorragias.